# Giro de Italia 1952
La 35.ª edición del Giro de Italia se disputó entre el 17 de mayo y el 8 de junio de 1952, con un recorrido de 20 etapas y 3964 km, que el vencedor completó a una velocidad media de 34,560 km/h. La carrera comenzó y terminó en Milán.
Tomaron la salida 112 participantes, de los cuales 91 terminaron la carrera.
El Giro de Italia comenzó a cobrar una mayor relevancia en el ámbito internacional. Prueba de ello, fue que hasta nueve naciones tuvieron representantes en la carrera, incluida España, que contó con la representación de seis ciclistas, integrantes del equipo Torpado. Sin embargo, no tuvieron una actuación demasiado destacada. Sólo Bernardo Ruiz logró terminar la carrera, finalizando 35.º en la clasificación general, a casi una hora del vencedor. Su mejor resultado parcial fue un 4.º puesto en la 18.ª etapa.
Por su parte, Fausto Coppi se impuso con autoridad por cuarta vez en la clasificación general, relegando al vencedor del año pasado, Magni, a la segunda plaza. En tercer lugar, repitiendo el resultado del año pasado, finalizó el suizo Kubler.
En la 4.ª etapa fallece el primer ciclista de la ronda, Orfeo Ponsin, en el descenso de la Merluzza.

## Equipos participantes
| Equipo   | Jefe de filas      |
| Ganna    | Fiorenzo Magni     |
| Bartali  | Gino Bartali       |
| Legnano  | Renzo Soldani      |
| Atala    | Luciano Maggini    |
| Garin    | Raymond Impanis    |
| Benotto  | Antonio Bevilcaqua |
| Fiorelli | Ferdi Kubler       |
| Frejus   | Alfo Ferrari       |

| Equipo     | Jefe de filas       |
| Guerra     | Hugo Koblet         |
| Arbos      | Fritz Schaer        |
| Welter     | Alfredo Martini     |
| Nilux      | John Beasley        |
| Bianchi    | Fausto Coppi        |
| Bottechia  | Oreste Conte        |
| Girardengo | Rik Van Steenbergen |
| Torpado    | Bernardo Ruiz       |

## Etapas
| Etapa | Recorrido                 | Km       | Ganador             | Líder            |
| 1.ª   | Milán-Bolonia             | 217      | Giorgio Albani      | Giorgio Albani   |
| 2.ª   | Bolonia-Montecatini Terme | 197      | Angelo Conterno     | Angelo Conterno  |
| 3.ª   | Montecatini Terme-Siena   | 205      | Antonio Bevilacqua  | Nino Defilippis  |
| 4.ª   | Siena-Roma                | 250      | Désiré Keteleer     | Nino Defilippis  |
| 5.ª   | Roma-Rocca di Papa        | 35 (CRI) | Fausto Coppi        | Giancarlo Astrua |
| 6.ª   | Roma-Nápoles              | 238      | Rik Van Steenbergen | Giancarlo Astrua |
| 7.ª   | Nápoles-Roccaraso         | 240      | Giorgio Albani      | Giancarlo Astrua |
| 8.ª   | Roccaraso-Ancona          | 224      | Rino Benedetti      | Giancarlo Astrua |
| 9.ª   | Ancona-Riccione           | 250      | Rik Van Steenbergen | Giancarlo Astrua |
| 10.ª  | Riccione-Venecia          | 285      | Rik Van Steenbergen | Fausto Coppi     |
| 11.ª  | Venecia-Bolzano           | 276      | Fausto Coppi        | Fausto Coppi     |
| 12.ª  | Bolzano-Bérgamo           | 226      | Oreste Conte        | Fausto Coppi     |
| 13.ª  | Bérgamo-Como              | 143      | Alfredo Pasotti     | Fausto Coppi     |
| 14.ª  | Erba-Como                 | 65 (CRI) | Fausto Coppi        | Fausto Coppi     |
| 15.ª  | Como-Génova               | 247      | Giuseppe Minardi    | Fausto Coppi     |
| 16.ª  | Génova-San Remo           | 141      | Annibale Brasola    | Fausto Coppi     |
| 17.ª  | San Remo-Cuneo            | 190      | Nino Defilippis     | Fausto Coppi     |
| 18.ª  | Cuneo-Saint-Vincent       | 190      | Pasquale Fornara    | Fausto Coppi     |
| 19.ª  | Saint-Vincent-Verbania    | 298      | Fritz Schaer        | Fausto Coppi     |
| 20.ª  | Verbania-Milán            | 147      | Antonio Bevilacqua  | Fausto Coppi     |

## Clasificaciones
| \| 1. \| Fausto Coppi \| Italia \| 114h 36' 43" \| \| 2. \| Fiorenzo Magni \| Italia \| + 9' 18" \| \| 3. \| Ferdi Kubler \| Suiza \| + 9' 24" \| \| 4. \| Donato Zampini \| Italia \| + 10' 29" \| \| 5. \| Gino Bartali \| Italia \| + 10' 33" \| \| 6. \| Stan Ockers \| Bélgica \| + 10' 58" \| \| 7. \| Giancarlo Astrua \| Italia \| + 14' 30" \| \| 8. \| Hugo Koblet \| Suiza \| + 14' 38" \| \| 9. \| Raphaël Géminiani \| Francia \| + 16' 44" \| \| 10. \| Giorgio Albani \| Italia \| + 18' 14" \| |                   |         |              |
| 1. | Fausto Coppi      | Italia  | 114h 36' 43" |
| 2. | Fiorenzo Magni    | Italia  | + 9' 18"     |
| 3. | Ferdi Kubler      | Suiza   | + 9' 24"     |
| 4. | Donato Zampini    | Italia  | + 10' 29"    |
| 5. | Gino Bartali      | Italia  | + 10' 33"    |
| 6. | Stan Ockers       | Bélgica | + 10' 58"    |
| 7. | Giancarlo Astrua  | Italia  | + 14' 30"    |
| 8. | Hugo Koblet       | Suiza   | + 14' 38"    |
| 9. | Raphaël Géminiani | Francia | + 16' 44"    |
| 10. | Giorgio Albani    | Italia  | + 18' 14"    |

| \| 1. \| Raphaël Géminiani \| Francia \| - \| \| 2. \| Fausto Coppi \| Italia \| - \| \| 3. \| Gino Bartali \| Italia \| - \| |                   |         |   |
| 1. | Raphaël Géminiani | Francia | - |
| 2. | Fausto Coppi      | Italia  | - |
| 3. | Gino Bartali      | Italia  | - |

| \| 1. \| Bianchi \| Italia \| BIA \| - \| |         |        |     |   |
| 1.                                        | Bianchi | Italia | BIA | - |